# Hair of the Dog (singolo Nazareth)
 "Hair of the Dog" è una canzone tratta dall'omonimo album del 1975 dei Nazareth . A volte viene chiamata "Son of a Bitch" a causa di una frase ripetuta nel testo ("Now you're messing with a son of a bitch"). La canzone parla di una donna affascinante e manipolatrice che può convincere gli uomini ad accontentarsi di ogni sua esigenza.
"Hair of the Dog" usa ampiamente un talk box durante il suo bridge. Il titolo della canzone, che non appare nei testi, è un gioco di parole ("hair of the dog" = "heir of the dog" = "son of a bitch").
Come canzone, è entrata in classifica solo in Germania, dove ha raggiunto il 44 ° posto. Negli Stati Uniti, poiché l'album Hair of the Dog è stato un successo raggiungendo i primi 20 posti nelle classifiche degli album, la canzone è stata riprodotta frequentemente su stazioni album-oriented rock (nonostante "bitch" fosse una volgarità) e rimane tuttora nella playlist di stazioni classic rock . Negli Stati Uniti è stato pubblicato come B-side di Love Hurts.

## Cover
Molte band hanno fatto cover di questa canzone. I Guns N 'Roses la registrarono per il loro album del 1993 "The Spaghetti Incident?" . Questa versione presenta il riff di chitarra dei Beatles' Day Tripper alla fine della traccia. La canzone è contenuta nell'album Boys in Heat deiBritny Fox.  Gli Stone Rider hanno fatto una cover della canzone per il loro album del 2008 Three Legs of Trouble. Altre cover sono state registrate da Paul Di'Anno, The Michael Schenker Group e Warrant.

## In altri media
La versione originale della canzone è presente nel videogioco Grand Theft Auto IV: The Lost and Damned . La canzone è stata anche utilizzata nello spettacolo The CW Supernatural in una pubblicità promozionale della seconda stagione.
La canzone delle Girls Aloud "Sexy! No No No..." contiene un campione accelerato del riff di chitarra della canzone.
Il 26 gennaio 2010 è stata rilasciata una ri-registrazione della canzone come contenuto scaricabile per il videogioco Rock Band 2 .
Nel 2014, la canzone è stata usata nel film Scemo & + scemo 2, durante la fantasia di Lloyd sulla figlia di Harry.
Negli Stati Uniti, la canzone è stata utilizzata in uno spot televisivo per Dodge.
Il 14 novembre 2006 la versione originale della canzone è apparsa nella Stagione 1, Episodio 7 della serie televisiva Friday Night Lights .

## Formazione

### Nazareth
- Dan McCafferty - voce, talk box
- Manny Charlton - chitarre, sintetizzatore
- Pete Agnew - basso, voce di accompagnamento
- Darrell Sweet - batteria, campanaccio, tamburello, cori

### Guns N 'Roses
- W. Axl Rose - voce solista
- Slash - chitarra solista, talkbox
- Duff McKagan - basso, voce secondaria
- Matt Sorum - batteria
- Gilby Clarke - chitarra ritmica, voce di accompagnamento

### Britny Fox
- "Dizzy" Dean Davidson - voce, chitarra ritmica
- Michael Kelly Smith - chitarra solista
- Billy Childs - basso
- Johnny Dee - batteria